# جوایز ویدئو موسیقی ام‌تی‌وی ۲۰۱۵
جوایز موزیک ویدئوی ام‌تی‌وی ۲۰۱۵ ، در ۳۰ اوت ۲۰۱۵ برگزار خواهد شد. این رویداد در تئاتر ماکروسافت در لس آنجلس، کالیفرنیا با میزبانی مایلی سایرس برگزار خواهد شد. تیلور سوئیفت با ۱۰ نامزدی بیشترین سهم را در این دوره دارد.
بیشترین جوایز را تیلور سوییفت با ۴ جایزه، از جمله جایزه ویدئوی سال را به خود اختصاص داد. 

## نامزدها
نامزدهای این دوره در ۲۱ ژوئیه ۲۰۱۵ معرفی شدند.